# Sega Saturn Magazine
Sega Saturn Magazine est un magazine britannique sur les jeux vidéo consacré à la console Saturn de Sega. Il sort sous licence officiel au Royaume-Uni et inclut à chaque numéro un CD de démo, créé par Sega. Lancé en janvier 1994, sous le nom de Sega Magazine alors que la console n'est pas encore sortie, il fut renommé en novembre 1995 en Sega Saturn Magazine. Sa parution se termine en novembre 1998.